# 2018台中フローラ 世界博覧会
台中フローラ世界博覧会（英語: Taichung World Flora Exposition、繁体字中国語: 臺中世界花卉博覽會、略称:台中花博、台中世界花博）は2018年11月3日から2019年4月24日に中華民国（台湾）台中市（后里区、外埔区、豊原区）において開催される世界規模の花卉博覧会。国際園芸家協会（AIPH）からA2/B1レベルの国際園芸博覧会として認定されている。

## 申請過程
2012年7月19日から26日、当時の徐中雄台中市副市長がオランダに団体を引率して参加したイベント「2012 Floriadeオランダ花博展覧台中市都市PR IN フェンロ」において、2018年国際園芸博覧会の開催申請について問い合わせた。同年9月11日に再び団体を率いてオランダの「2012 AIPH年度大会」に参加、AIPH（国際園芸家協会）より「2018年台中国際花卉博覧会」の開催資格を獲得した。

## 理念のシンボル

### ロゴデザイン
このロゴは台湾の地形をデザインのベースにしており、青いエネルギーとグリーンの葉、オレンジ色の花により「花現GNP：グリーン、自然、人の三大要素」を表現している。その中には人が前に飛ぶような形が隠されている。
トリックアートの手法によりデザインされたこのロゴは、人と自然の緊密なつながりを強調。人々に人と自然が永続的に共生することの大切さを思い起こさせるようにとの思いが込められている。
また、３つのシンボルはそれぞれ3大会場の異なる特性を代表している。青い部分は豊原会場の葫蘆墩圳を、オレンジの部分は外埔会場の豊饒な花と果物の物産を、グリーンは后里会場の歴史ある老木と100年ものの馬場を代表している。

### スローガン
- 「開花の音に耳を澄ます」
- 「花現GNP：自然で快適な新しい花の都」
- 「破壊せず、最適化を」

### テーマ
生産を追求する過程で土地と生きとし生けるものを尊重し慈しみ、さらに価値が増し幸福な生活を創造する。同時に暖かみのあるGNPに再解釈し、永続的で多元性を受ける受け入れて人々の心によりそうことで幸福な花の都市を構築する。

### マスコットキャラクター
マスコットキャラクター：タイワンヤマネコと馬。（2017年6月13日に外部に公表）

### アートディレクター
林正儀（2016年4月20日にメディアで確認される）

### プロモーション大使
今期のプロモーション大使（インターネット花博キャンパス大使）：国立台北大学、旭光高級中学、中台科技大学の学生3名

## 沿革

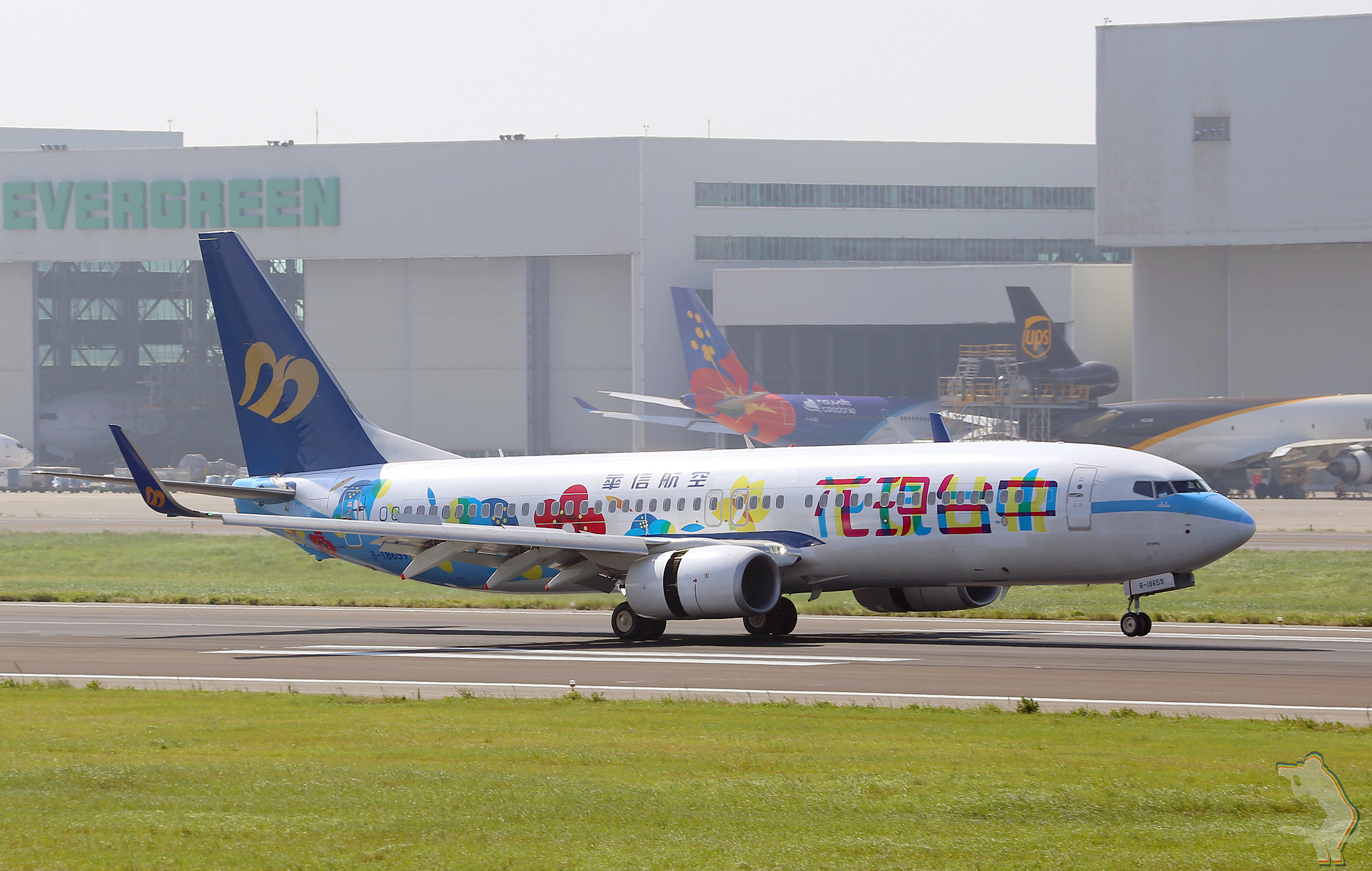
マンダリン航空の花博ラッピング仕様B737型機

2013年2月19日～22日にわたって国際園芸家協会の委員が来台し、台中市花博会場予定地を視察。市政府に環境保護公園と后里国軍乙型連合補修場の妥当性について再考するよう助言したことを受け、改めて会場場所を選定した。同年4月9日に台中市政府が国際花卉博覧会推進委員会を設置、7月2日に花博予定地を后里馬場、后里にある台糖の土地、后里軍営区、中科基地隔離グリーンベルトに修正、合計約97ヘクタールとなる。10月28日から31日にかけて国際園芸家協会（AIPH）が再び来台して視察と意見交流を行う。同時に2018台中国際花卉博覧会国際シンポジウムとラウンドテーブルフォーラムが開催された。
2014年1月、台中市政府農業局が国立中興大学に花博予定地の基礎資源環境調査を委託。6月17日には2018花博予定地の開発行為と分館動物保護対策の協議会において調査時に撮影した画像と成果物のなかに絶滅が危惧される野生動物のレッドリスト第１類にランクされるタイワンヤマネコの存在を専門家の同席のもとに確認した。7月11日に台中花博の英語名称を（略称　）に正式決定した。10月22日から24日にAIPHが来台して台中市政府の各機関は花博業務推進交流会を行い、2018台中国際花卉博覧会都市フォーラムを開催した。11月27日に行政院が「台中市翡翠区域農業価値計画」に同意、国家重大建設計綱要計画のリストに盛り込まれる。
2015年1月15日、台中市政府は会議で会場予定地にあった要保護の野生動物タイワンヤマネコの生息地を避け、別に外埔豊段と豊原葫蘆墩公園を花博予定地として増設した。7月20日と21日に2018台中フローラ世界博覧会国内外専門家交流会議を開催。9月11日にAIPHが台中市政府に文書を送り、台中花博の名称を「2018台中フローラ世界博覧会」に変更という正式決定を伝えた。台中国際花卉博覧会事務所も同時に「台中フローラ世界花博事務所」に名称を変更。10月に台中市政府は会場を「花と馬の楽園」「森林花園」「花と果物の故郷」「ウォーターフロント花の都」という4大テーマと花艶館、馬術の障害飛越競技場、花饗館、グリーンエネルギー館、自然館、発現館、探索館（旅客センター）等の展示館がある。
后里会場の花艶館2017年11月工事 2016年2月27日、2018台中花博の開催契約に調印、9月19日に台中フローラ世界博覧会のロゴを発表する。
2016年11月8日、インターネット花博キャンパス大使を投票により選出。11月23日に花博大使投票結果記者会で学生3名を発表、2018台中フローラ世界博覧会のPR大使を務める。11月20日、外埔会場に着工。12月10日、豊原葫蘆墩会場着工。
2017年4月19日、会場に着工、6月13日、台中花博のマスコットキャラクターであるタイワンヤマネコと馬を外部に発表し、広く報道された。

### 宣伝活動
2017年に開催地台中を拠点とする自転車メーカージャイアント・マニュファクチャリングの元CEO羅祥安（トニー・ロー）などの訪問団がPRのために愛媛県を訪問している。
また、台中国際空港などを発着する国際線で花博ラッピング仕様機材が香港や日本に飛来している。2018年6月、マンダリン航空の成田路線開設時には台中市長の林佳龍らが訪問団を率いて来日しているほか、市の知名度向上を狙って黄永阜（彩虹眷村の壁画アーティスト。年初に96歳を迎えた際に花博のプロモーションを依頼されていた）らを出演させた観光プロモーションビデオを製作している。（【聆聽花開的聲音！2018世界花博在台中！】花が咲くときの音を聞きましょう！2018フローラ世界博覧会の会場は台中！）

## 会場の概要
台中花博の会場は后里、外埔、豊原の3つのメイン会場で構成される予定で、それぞれ生態保育、緻密な農業及び環境の創造という主旨に呼応している。グリーンの共有と自然共生、人と文化が正しい方向性を持つことがコンセプトとなっている。
会場の総面積は60.88ヘクタールで、后里馬場森林会場（30.04ヘクタール）、外埔会場（14.32ヘクタール）、豊原葫蘆墩公園（16.52ヘクタール）の3会場から成る。

### 后里馬場森林会場
- テーマ：花と馬の楽園、森林花園
- 特色：生態─Nature─自然共生

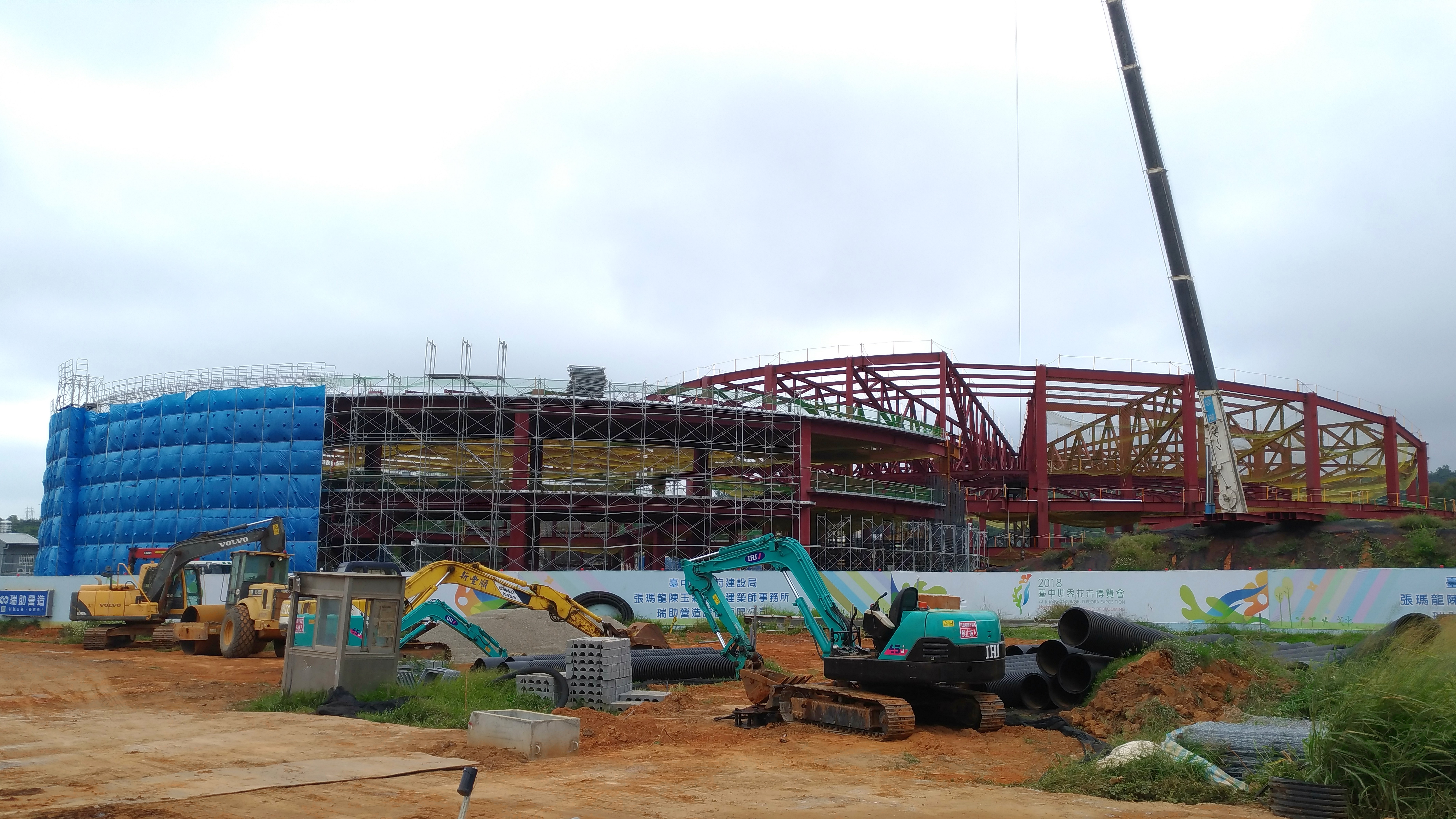
后里会場（2017年11月）

- 展示館：花舞館、馬術競技場、発現館、旅客センター
- 面積：30.04ヘクタール

### 外埔会場
- テーマ：花と果物の故郷
- 特色：生産─Green─綠と共有
- 展示館：スマート農業館、ロハス農業館
- 面積：14.32ヘクタール

### 豊原葫蘆墩公園
- テーマ：ウォーターフロント・花の都
- 特色：生活─People─人と文化のパートナーシップ
- 展示館：めぐり逢い館
- 面積：16.52ヘクタール